# Alessandro Badiale
Alessandro Badiale ou Badile (1626 - 1671) est un peintre italien et un graveur baroque de l'école bolonaise.

## Biographie
Alessandro Badiale a été l'élève de Flaminio Torre.

## Gravures
- Vierge à l'Enfant trônant entre saint Philippe Neri et saint Antoine de Padoue
- Déposition de la Croix et Sainte Famille d'après Flaminio Torre.
- Vierge à l'Enfant tenant une croix et une pomme d'après Carlo Cignani.